# The Poodles
The Poodles var en svensk rockgrupp inom inriktningarna glam metal,  glamrock, hårdrock och heavy metal. The Poodles grundades 2005 ur spillror av ett coverband bildat 1999 under samma namn. De fick sitt stora genombrott i den svenska Melodifestivalen 2006 när de från den tredje deltävlingen i Karlskrona gick vidare till finalen med låten "Night of Passion". I finalen slutade låten på fjärde plats och singeln sålde platina. Den 20 december 2018 meddelade bandet på sin hemsida och via media att de tillsammans valt att lägga ner.

## Historia
The Poodles bildades av Christian Lundqvist, Martina Edoff och Tobias Molin i slutet av 1999 och var från början ett coverband som spelade hårdrockshits från 1980-talet. Namnet syftar på de frisyrer som var populära hos de som spelade i hårdrocksband under 1980-talet. Innan de nuvarande fyra medlemmarna anslöt bytte bandet ofta medlemmar. Bland tidigare medverkande i bandet kan nämnas Thomas Wikström känd från gruppen Talk of the Town, Kristian Hermanson känd från Friends som vann melodifestivalen 2001, Emil Lindroth känd från TV-serien Tre Kronor, Anton Körberg känd från TV-serien Vita Lögner, Martina Edoff känd från Fame Factory och Roger Gustafsson numera sångare och keyboardist i bandet G:son Band.
De släppte sitt första musikalbum, Metal Will Stand Tall, 10 maj 2006. I mitten av 2006 uppträdde bandet på Sweden Rock Festival. Bandets andra singel, "Metal Will Stand Tall", har sålt guld. Låten är en duett med Alcazars Therése "Tess" Merkel.
2007 släppte The Poodles singeln "Seven Seas" med skådespelaren Peter Stormare som gäst. De uppträdde tillsammans i TV-programmet Sommarkrysset.
The Poodles deltog i Melodifestivalen 2008 tillsammans med E-Type med låten "Line of Fire", skriven av Martin Eriksson och Jakob Samuel. De tävlade som första bidrag i den första deltävlingen i Göteborg den 9 februari 2008. Bidraget gick till andra chansen, men därifrån gick de inte vidare till finalen. De uppträdde även på Sweden Rock Festival 2008.
Den 22 april 2008 lämnade Pontus Norgren The Poodles för att byta till Hammerfall. Norgren ersattes av Henrik Bergqvist som tidigare varit medlem i Four Sticks och Fortune.
The Poodles har lämnat sitt gamla skivbolag Lionheart International, och startat ett eget, Roseship Alley. 20 maj 2009 släppte man albumet Clash of the Elements. Två år senare kom deras fjärde album Performocracy.
2013 kom albumet Tour De Force och de följde upp detta med albumet Devil In The Details år 2015. 2018 kom albumet Prisma, vilket blev deras sista platta under namnet The Poodles.
Den 20 december 2018 meddelade bandet att de skulle splittras. Anledningen som angavs var att medlemmarna ville jobba med andra projekt och att de kände sig klara med bandet. De sa också att beslutet är gemensamt och att de alla fortfarande är vänner.

## Medlemmar
Senaste medlemmar
- Christian ”Kicken” Lundqvist – trummor (2005–2018)
- Jakob Samuel – sång (2005–2018)
- Henrik Bergqvist – gitarr (2008–2018)
- Germain Leth – basgitarr (2017–2018)

Tidigare medlemmar
- Pontus Norgren – gitarr (2005–2008) (spelar nu i Hammerfall)
- Pontus Egberg – basgitarr (2005–2014)
- Johan Flodqvist – basgitarr (2015–2017)

Tidigare medlemmar (i coverbandet The Poodles)
- Martina Edoff – sång (1999–?)
- Tobias Molin – gitarr (1999–2004)
- Pär Stenström (fd Jonsson) – basgitarr, gitarr (2001–2005)
- Thomas Wikström – sång (nu i Double Douce)
- Roger Gustafsson – keyboard  (2000–2002, 2005) (Numera sångare och keyboardist i bandet G:son Band samt i coverbandet Nutcase)
- Kristian Hermanson (alias Dan Spandex) – sång (2002–2005)[2]
- Emil Lindroth (alias JJ Burrnsteen) – sång, keyboard (2002–2005)[3]
- Anton Körberg – sång[4]

Bidragande musiker (studio)
- Mats Levén – sång (2006)
- Anders Fästader – basgitarr (2006)
- Matti Alfonzetti – bakgrundssång (2006)
- Johan Lyander – keyboard (2006)
- Tess Merkel – sång (2006)
- Jonas Samuelsson-Nerbe	 – sång (2006)
- Peter Stormare – sång (2007)
- Anders von Hofsten – bakgrundssång (2011)

Galleri

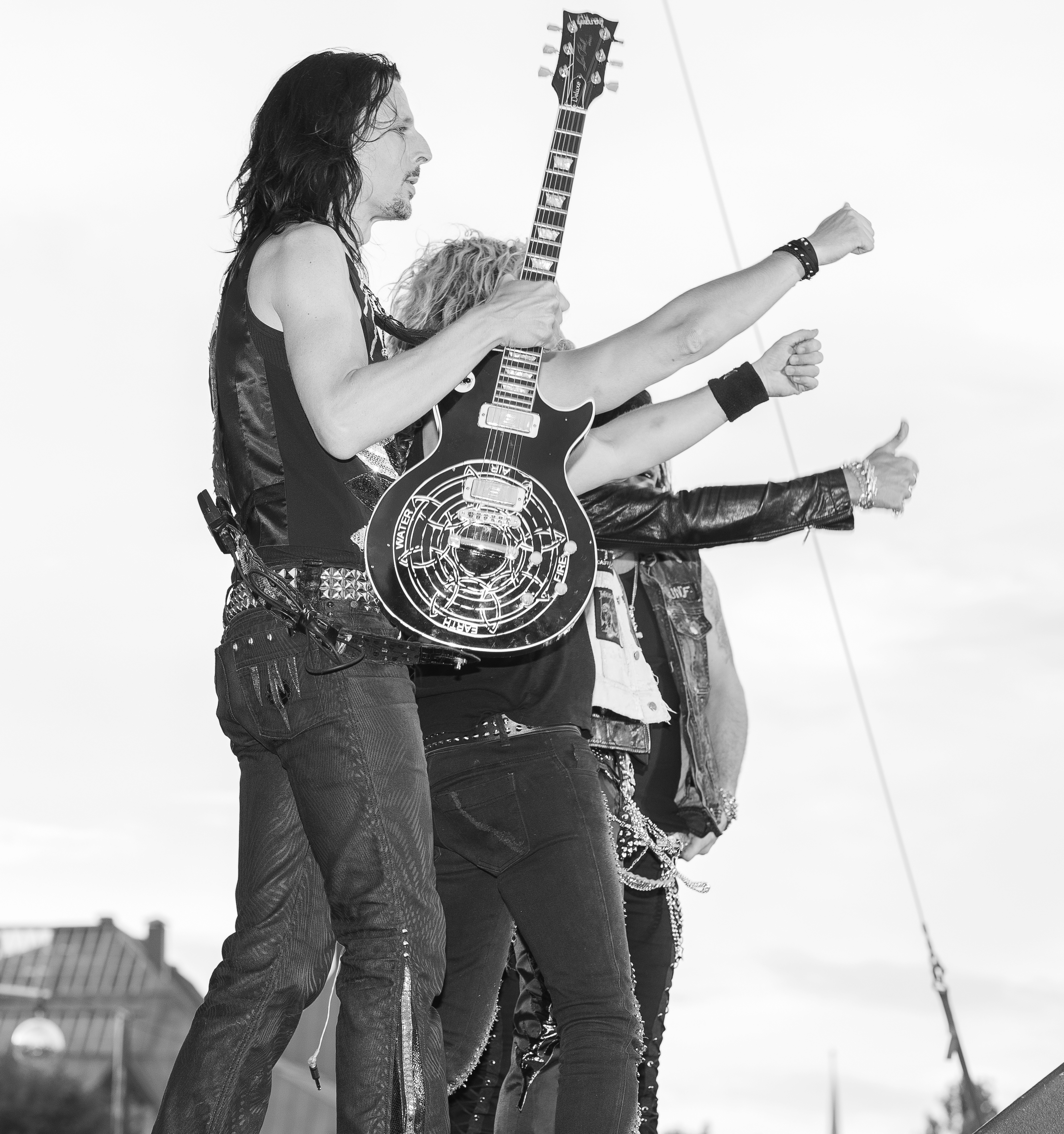
The Poodles 2015.
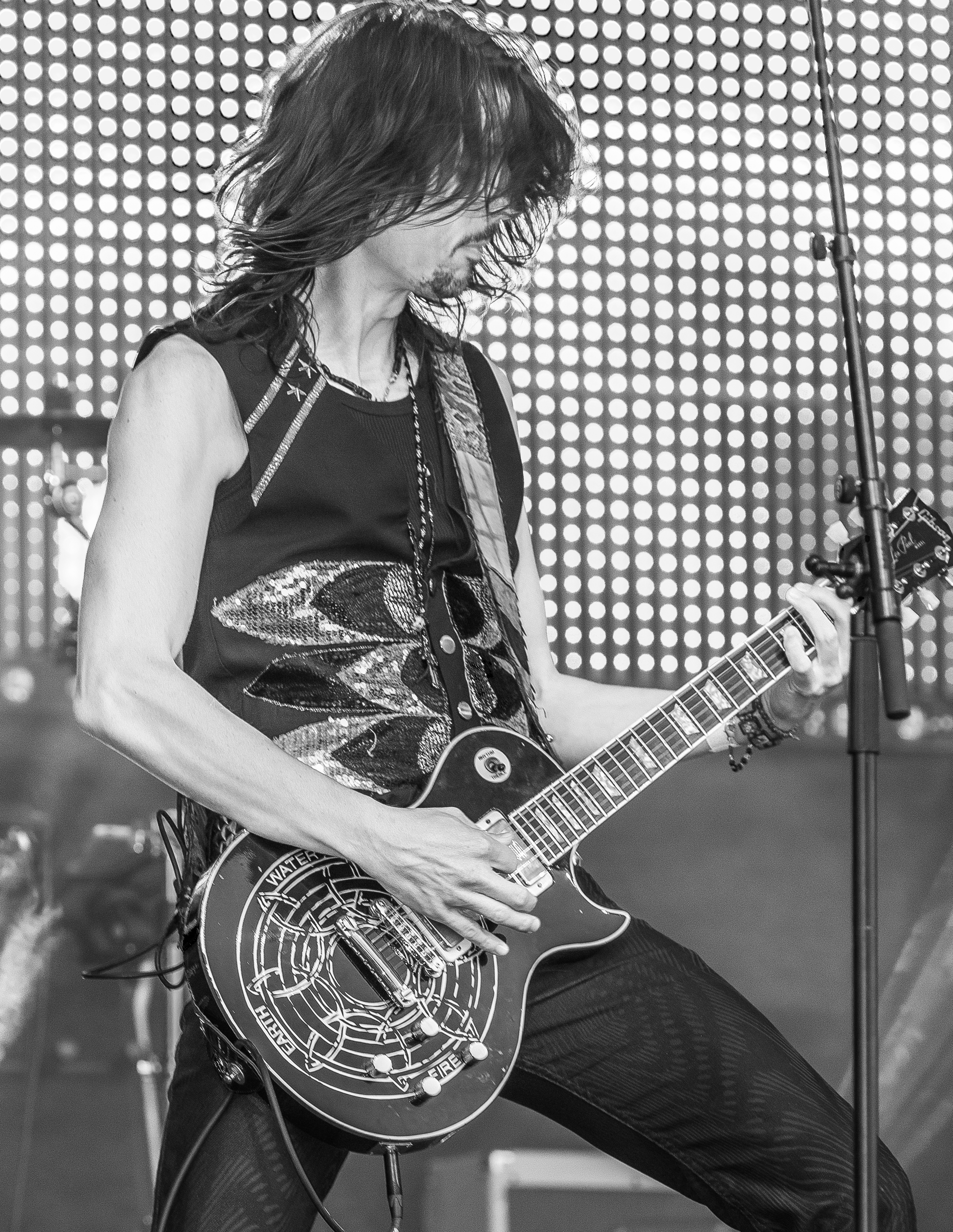
The Poodles 2015.
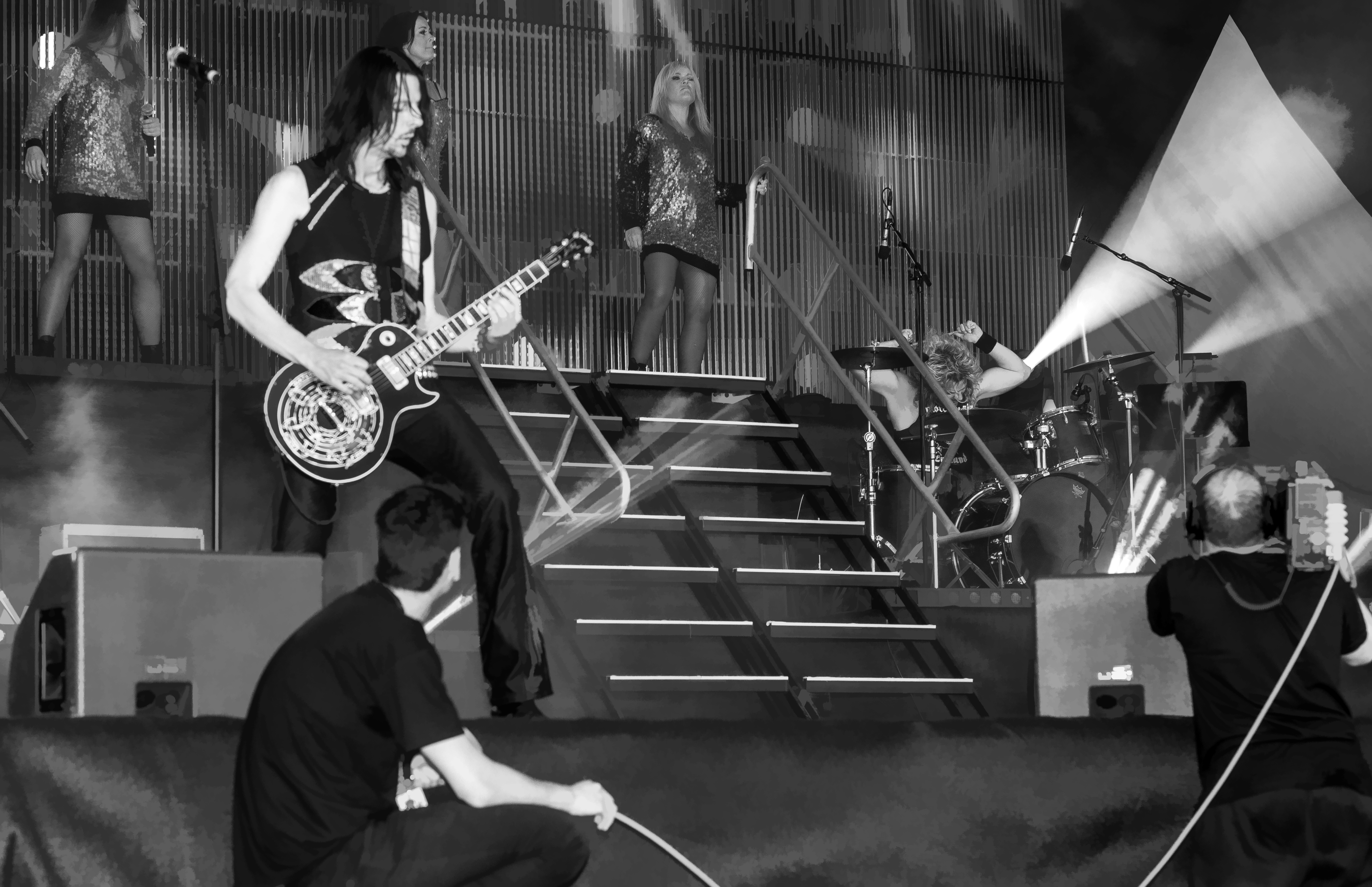
The Poodles 2015.
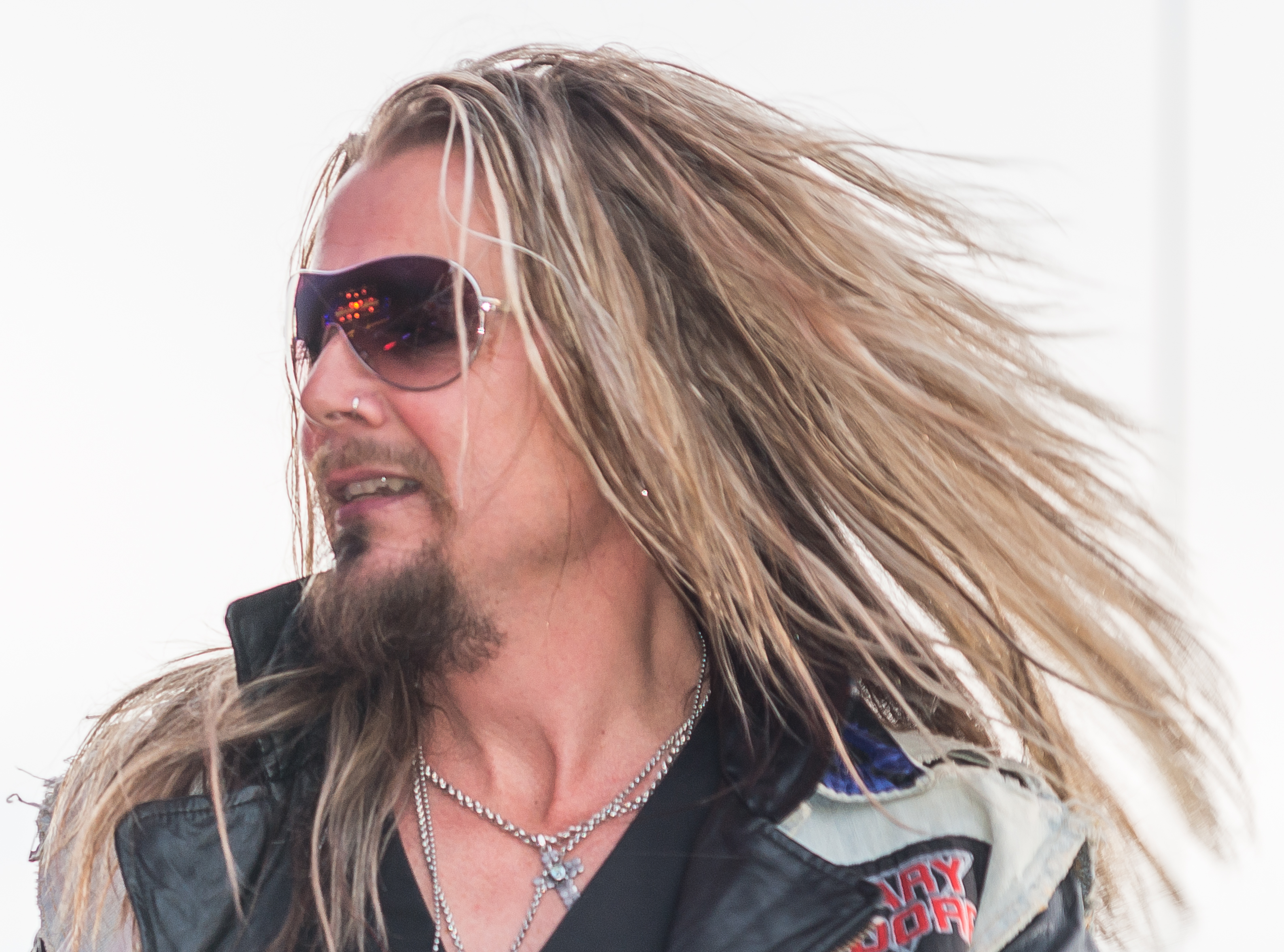
Jacob Samuel 2015.

## Diskografi
Studioalbum
- 2006 – Metal Will Stand Tall
- 2007 – Sweet Trade
- 2009 – Clash of the Elements
- 2011 – Performocracy
- 2013 – Tour de Force
- 2015 – Devil in the Details
- 2018 – Prisma

Livealbum
- 2010 – No Quarter

Singlar
- 2006 – "Night of Passion"
- 2006 – "Metal Will Stand Tall" (med Tess Merkel)
- 2006 – "Song For You"
- 2007 – "Seven Seas" (med Peter Stormare)
- 2007 – "Streets of Fire"
- 2008 – "Line of Fire" (med E-type)
- 2008 – "Raise the Banner"
- 2009 – "One Out of Ten"
- 2009 – "I Rule the Night"
- 2011 – "Cuts Like a Knife"